# Corona (Queens)

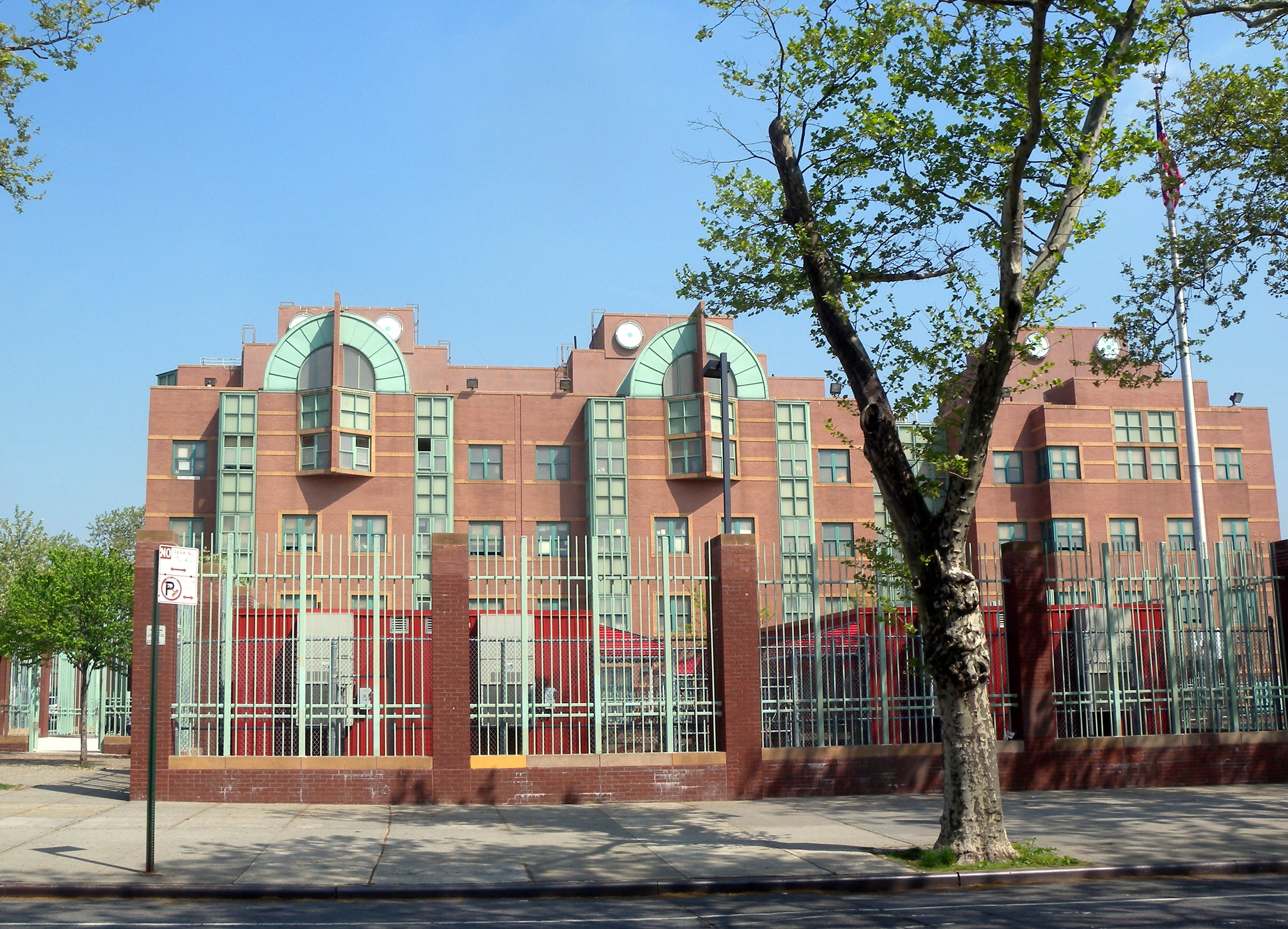
Escuela en avenida 34 en centro de Corona

Corona es un barrio en el borough de Queens en Nueva York. Se bordea por Flushing al este, Jackson Heights al oeste, Forest Hills y Rego Park al sur, Elmhurst al suroeste, y East Elmhurst al norte.  Corona tiene una población multicultural con una mayoría de los latinos, y es el sitio histórico de comunidades de afroestadounidense e italoestadounidense. Después de Segunda Guerra Mundial, la mayoría de la gente del barrio fue italiano, alemán, irlandés y otros con ascendencia europea. Se ha adquirido la población hispana en los años después. Recientemente, Corona se hizo un barrio con población significante china también.
Corona se bordea al este por Flushing Meadows-Corona Park, un de los parques más grandes en la Ciudad de Nueva York y el sitio de las Ferias Mundiales de 1939 y 1964. Situado en el parque son Citi Field, que reemplazado Shea Stadium en 2009 como el nuevo hogar del equipo béisbol New York Mets, y el USTA Billie Jean King National Tennis Center, donde el Abierto de Estados Unidos de tenis se celebra cada año. En el norte de Corona es la sección del barrio histórico de Corona, establecido en 1978 con la formación de los consejos comunitarios de la ciudad, y la necesidad para fronteras administrativas entre los barrios. Las arterias principales de Corona incluye avenida Corona, avenida Roosevelt, bulevar Northern, bulevar Junction, y calle 108. El código postal de Corona es 11368.

## Demografía
Según el censo de los Estados Unidos de 2010, la población total de Corona fue aproximadamente 110.000 habitantes. Corona posee una población abrumadoramente hispana, junto con otros grupos demográficos (asiático, afroestadounidense, y blanco no hispano) los cuales poseen una demografía más baja que el promedio en el borough.

## Transporte
La línea Flushing del metro de Nueva York corre por el barrio con las estaciones Mets – Willets Point, calle 111, calle 103, y bulevar Junction. Además hay decenas líneas de MTA Bus sirven el barrio.

## En la cultura popular

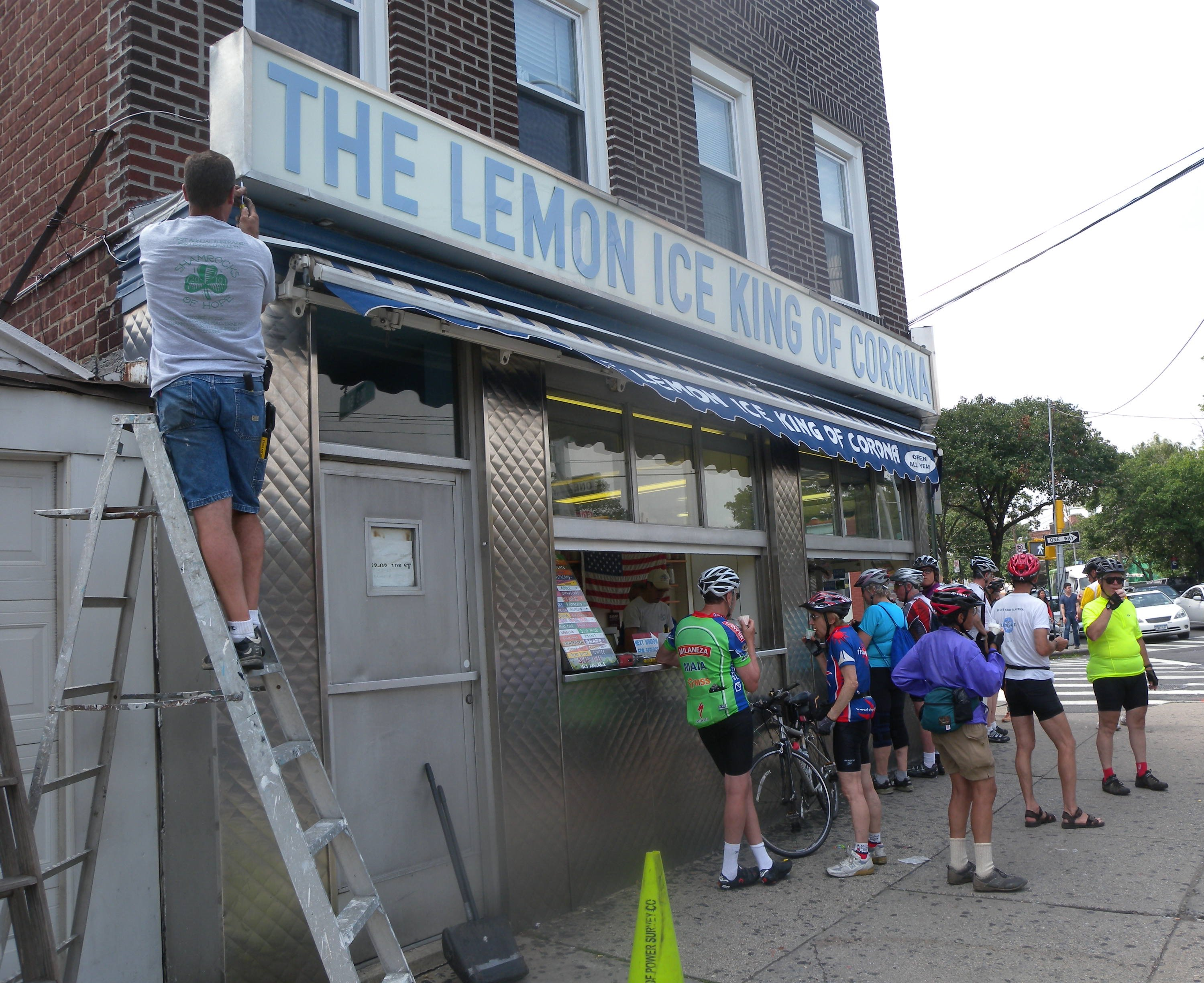
Lemon Ice King, una heladería en Corona

- Capítulo 6 de la biografía Madonna por Andrew Morton describió el período que cantante pop estadounidense Madonna fue residente en Corona a finales de los setenta y principios de los ochenta.
- F. Scott Fitzgerald refirió a Vertedero de Cenizas Corona en su novela El gran Gatsby.
- La canción de Me and Julio Down by the Schoolyard por Paul Simon en 1972 refirió un carácter ficticio de "Rosie, la reina de Corona".
- Lemon Ice King of Corona, situado en calle 108 y avenido Corona, aparece en la apertura de The King of Queens.